# Seaman
Seaman – wieś w Stanach Zjednoczonych, w stanie Ohio, w hrabstwie Adams.